# The Maharajas
The Maharajas är ett svenskt rockband som bildades i Stockholm 1996 av Jens Lindberg. Kännetecknande för gruppens musik är den blandningen av 1960-tals garagerock, moody New England-style, pubrock och 70-talets powerpop, liksom att låtarna oftast klockar in på under tre minuter. Förutom de listade originalutgåvorna har bandet också medverkat på ett antal samlingsskivor. En längre intervju med grundaren som beskriver bandets historia återfinns i Shindig nr 41 (2014). Bruce Springsteens gitarrist Steven Van Zandt framhöll år 2007 i TV4:s Nyhetsmorgon gruppen som en bland Sveriges dåvarande fem bästa. Bandets mest spridda låt är "Another Turn" tack vare att The Hellacopters gjorde den som cover på Head Off.

## Medlemmar
Nuvarande medlemmar
- Jens Lindberg – gitarr, sång, orgel (1996– )
- Ulf Guttormsson – basgitarr, sång (2000– )
- Mathias Lilja – gitarr, sång, orgel (2001– )[2]
- Jesper Karlsson – trummor (2013– )

Tidigare medlemmar
- Steve Beazley – gitarr (1996–1998)
- Sean O’Neill – basgitarr, gitarr (1996–1998)
- Patrik Hammarsten – orgel (2000–2001)
- Anders Öberg – trummor (1996–2006)
- Ricard Harryson – trummor (2006–2012)

## Diskografi
Studioalbum
- 1998 – Something Moody... & Groovy!
- 2003 – H-minor [7]
- 2004 – Unrelated Statements [2]
- 2005 – A Third Opinion
- 2007 – In Pure Spite [1][8][9]
- 2014 – Yesterday Always Knew [10]

EP
- 2002 – Wait & Wonder
- 2006 – Weekend Sparks
- 2010 – Sucked Into the 70s

Singlar
- 2013 – "Black Box" / "B-Files"[11]
- 2015 – "Just Let Him Go" / "Tell Me"

Samlingsalbum
- 2015 – Plug Sides (2xLP)[12]